# Joe Cornish (Komiker)

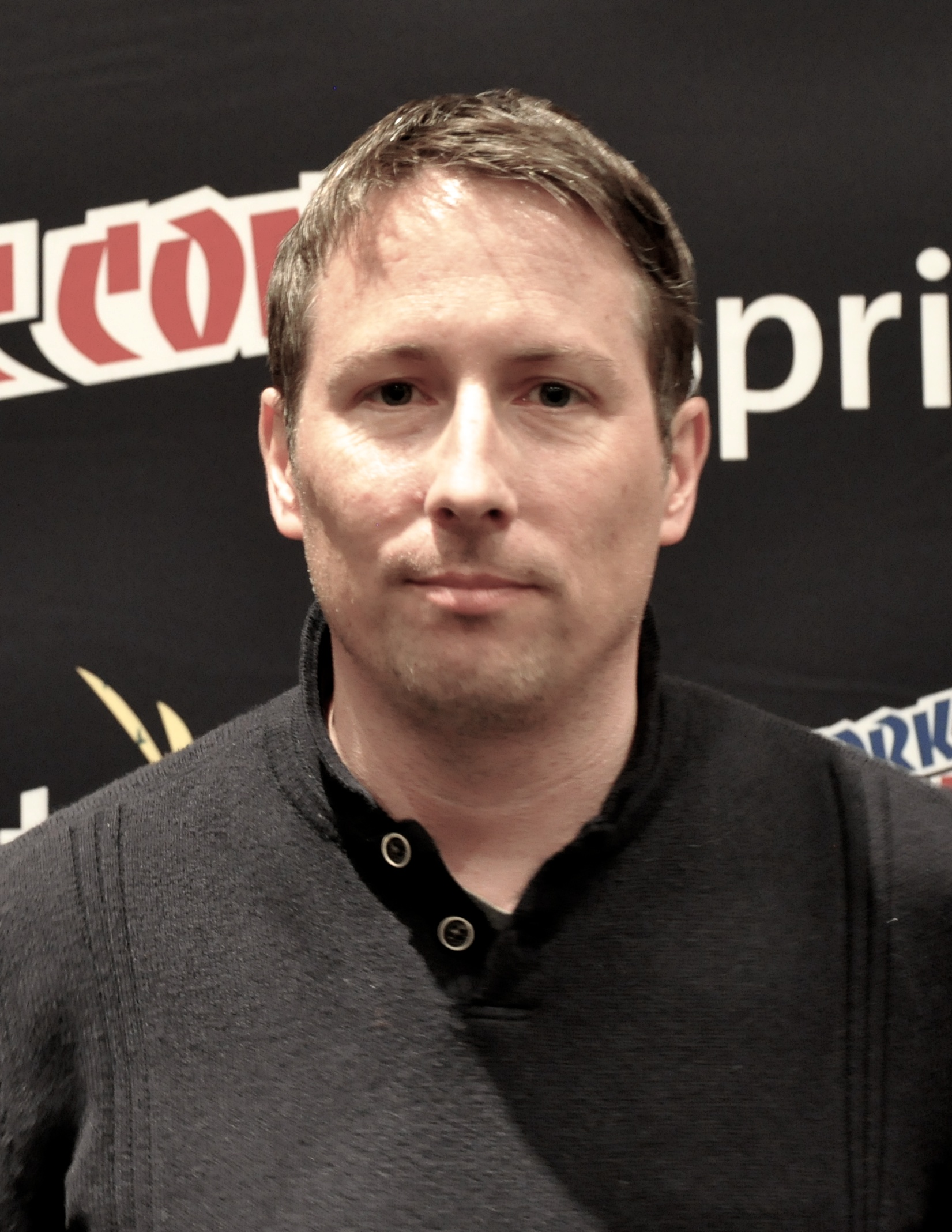
Joe Cornish auf der Comic Con (2011)

Joseph „Joe“ Murray Cornish (* 20. Dezember 1968 in London) ist ein britischer Komiker, Drehbuchautor und Regisseur.

## Leben
Im Alter von 13 Jahren lernte Cornish an der Westminster Public School in London Adam Buxton kennen. Ab Mitte der 1990er Jahre traten beide als Comedy-Duo unter dem Namen Adam and Joe in ihrer eigenen Fernsehshow auf. Die The Adam and Joe Show wurde bis zum Jahr 2001 ausgestrahlt.
Es folgten kleinere Rollen in Filmen wie Notting Hill (1999), The Low Down (2000), Shaun of the Dead (2004) und Hot Fuzz – Zwei abgewichste Profis (2007).
2011 gab Cornish sein Regiedebüt mit der Science-Fiction-Komödie Attack the Block. Im gleichen Jahr schrieb er zusammen mit Steven Moffat und Edgar Wright das Drehbuch zu Steven Spielbergs Animationsfilm Die Abenteuer von Tim und Struppi – Das Geheimnis der Einhorn.
2006 wurden Cornish und Edgar Wright als Drehbuchautoren für die Verfilmung des Marvel-Comics Ant-Man bekanntgegeben. Wright sollte außerdem Regie führen, stieg aber im Mai 2014 aus dem Projekt aus, weil Marvel hinter seinem Rücken Änderungen am Drehbuch vorgenommen hatte. Cornish wurde beim finalen Film als Drehbuchautor neben Wright, Adam McKay und Paul Rudd genannt.

## Filmografie (Auswahl)

### Drehbuchautor
- 1996–2001: The Adam and Joe Show (Fernsehsendung)
- 1997: Adam and Joe’s Fourmative Years (Fernsehsendung)
- 2000: Adam and Joe’s Wonky World of Animation (Fernsehsendung)
- 2001: Adam & Joe’s American Animation Adventure (Fernsehsendung)
- 2003: Adam and Joe Go Tokyo (Fernsehsendung)
- 2004: Making ‘Little Britain’ Too (Fernsehsendung)
- 2011: Attack the Block
- 2011: Die Abenteuer von Tim und Struppi – Das Geheimnis der Einhorn (The Adventures of Tintin)
- 2015: Ant-Man
- 2019: Wenn du König wärst (The Kid Who Would Be King)
- 2023: Lockwood & Co. (Fernsehserie, 8 Episoden)

### Regisseur
- 1996–2001: The Adam and Joe Show (Fernsehsendung)
- 2004: Making ‘Little Britain’ Too (Fernsehsendung)
- 2005: Comedy Lab (Fernsehsendung)
- 2006: Blunder (Fernsehserie, 1 Episode)
- 2011: Attack the Block
- 2019: Wenn du König wärst (The Kid Who Would Be King)
- 2023: Lockwood & Co. (Fernsehserie, 2 Episoden)

### Schauspieler
- 1995: Takeover TV (Fernsehserie)
- 1996–2001: The Adam and Joe Show (Fernsehsendung)
- 1997: Adam and Joe’s Fourmative Years (Fernsehsendung)
- 1999: Notting Hill
- 2000: Adam and Joe’s Wonky World of Animation (Fernsehsendung)
- 2000: The Low Down
- 2001: Adam & Joe’s American Animation Adventure (Fernsehsendung)
- 2004: Shaun of the Dead
- 2007: Hot Fuzz – Zwei abgewichste Profis (Hot Fuzz)
- 2008: No Heroics (Fernsehserie, drei Episoden, nur Stimme)